# Предслава Владимировна
Предслава Владимировна, Гремислава-Предислава (ок. 983 — после 1018) — древнерусская княжна, одна из старших дочерей великого князя Владимира Святого. Известна как участница междоусобной борьбы братьев-Владимировичей в 1015—1019 годах, в которой выступала на стороне брата Ярослава Мудрого.
Предслава упоминается трижды в Повести временных лет, Хронике Титмара Мерзебургского, «Житии преподобного Моисея Угрина», Хронике Галла Анонима и других, отдельными аспектами биографии Предславы занимались Н. М. Карамзин, В. Н. Татищев, Б. Д. Греков, А. В. Назаренко и другие. Такой интерес к особе княжны свидетельствует об экстраординарном характере её личности.

## Биография
Год рождения Предславы неизвестен. Исследователи сходятся в том, что это произошло в начале 980-х годов, до 987 года (так как в этом году мать Предславы, Рогнеда, совершила покушение на мужа и была сослана). Л. Е. Морозова в книге «Великие и неизвестные женщины Древней Руси» пишет, что она могла родиться в 982 или 983 году. Предслава была образованной девушкой, так как впоследствии она будет известна благодаря своим письмам. Жила и росла Предслава вместе со своей матерью, а затем сёстрами в сельце Предславином, получившем название по её имени. Нестор Летописец указывает, что сельцо находилось на берегу реки Лыбедь.
В 1015 году умер великий князь Владимир Святославич, что ознаменовало начало борьбы за власть между его сыновьями — Святополком, Ярославом, Борисом, Глебом, Святославом и другими. Предслава сразу же написала письмо в Новгород, князю Ярославу, о том, что Киев перешёл под власть Святополка.
Согласно официальной и наиболее распространённой версии, в 1015 году Святополк убивает братьев Бориса и Глеба, которые угрожали его положению в Киеве (об альтернативной версии, обвиняющей в этих убийствах Ярослава — см. Сага об Эймунде). Так или иначе Предслава узнала о смерти Бориса. По сведениям Н. М. Карамзина, об этом ей рассказал выживший после бойни ближний дружинник Бориса Моисей Угрин, который укрывался у Предславы. Именно после этого Предслава отправляет Ярославу письмо, в котором обвиняет Святополка в убийстве Бориса и предстоящем убийстве Глеба. Текст этого письма приводит ПВЛ:
«В ту же нощь приде ему вѣсть ис Кыева от сестры его Передьславы: „Отець ти умерлъ, а Святополкъ сѣдить в Киевѣ, уби Бориса и по Глѣба посла, а ты блюдися сего повелику“»
Это письмо заставило Ярослава действовать решительно — он собрал новгородскую и наемную скандинавскую дружины и выступил против Святополка. Последний вынужден был бежать в Польшу к своему тестю, королю Болеславу. В 1016 году Ярослав вошел в Киев и был встречен сестрой с радостью.
Тем не менее, в 1018 году Святополк, при помощи Болеслава вернул Киев и изгнал Ярослава. В ПВЛ не упоминается об участии Предславы в событиях 1018 года, но в более поздних и ряде иностранных источников упоминается, что Болеслав Храбрый сделал Предславу своей наложницей и силой увез в Польшу. После этого в летописях Предслава не упоминается.
Согласно предположению польского историка Г. Лябуды, в Польше захваченные дочери Владимира Святого (вместе с Предславой было захвачено несколько её сестёр) жили во дворце на Ледницком острове. Здесь также располагалась церковь, где служил Анастас Корсунянин.

## Отношения с Болеславом
Отдельной главой в жизни княжны стали её отношения с польским королём Болеславом Храбрым. Исследователи выдвигали разные причины, почему Болеслав в 1018 году так обошёлся с Предславой. Звучали политические причины, например, желание Болеслава оскорбить Ярослава, сделав наложницей его любимую сестру, однако большинство историков сходятся в том, что поведение Болеслава объясняется личными причинами — некоторое время назад король уже сватался к княжне, но получил отказ.
Титмар Мерзебургский, описывая это, говорит, что Предслава отказалась отвечать на предложение Болеслава, потому что он стал «толст и склонен к прелюбодейству» (цитаты из Титмара помещает в своей работе Карамзин). У польского хрониста Мартина Галлуса Карамзин находит сведения, что Предслава была исключительно умна, благовоспитанна и хороша собой, потому Болеслав и стал свататься к ней.
Современные историки пытались определить дату, когда Болеслав мог свататься к Предславе. Исходя из сведений В. Н. Татищева (основанных на хрониках Титмара и Галла Анонима) о прибытии в 1014 году в Киев польского, чешского и венгерского посольств, делают вывод, что именно тогда Болеслав мог прислать послов к княжне. Другой точки зрения придерживался историк-славист В. Д. Королюк, который считал, что польский король мог свататься к Предславе не ранее 1017 года, после смерти своей жены Эмнильды. Возможно, он мог свататься к Предславе во время того самого похода 1018 года, но, получив отказ, взял её силой. Историк А. В. Назаренко говорит, что в источниках нет точной даты смерти Эмнильды, поэтому пишет, что сватовство могло состояться между 1013 и 1018 годами.
Интересным выглядит заявление Титмара, согласно которому в Киеве была сыграна свадьба Болеслава и Предславы, однако это едва ли может быть правдой, так как хронист упоминает, что свадьба состоялась в Софийском соборе, который в то время ещё не был построен. Есть версия о том, что Болеслав захотел вернуть Предславу домой, обменяв её на захваченную в плен дочь (он вел с Ярославом переписку об обмене пленными), но Ярослав отказал, не желая усиливать позиции Святополка.